# Chestnut Hill (Philadelphia)

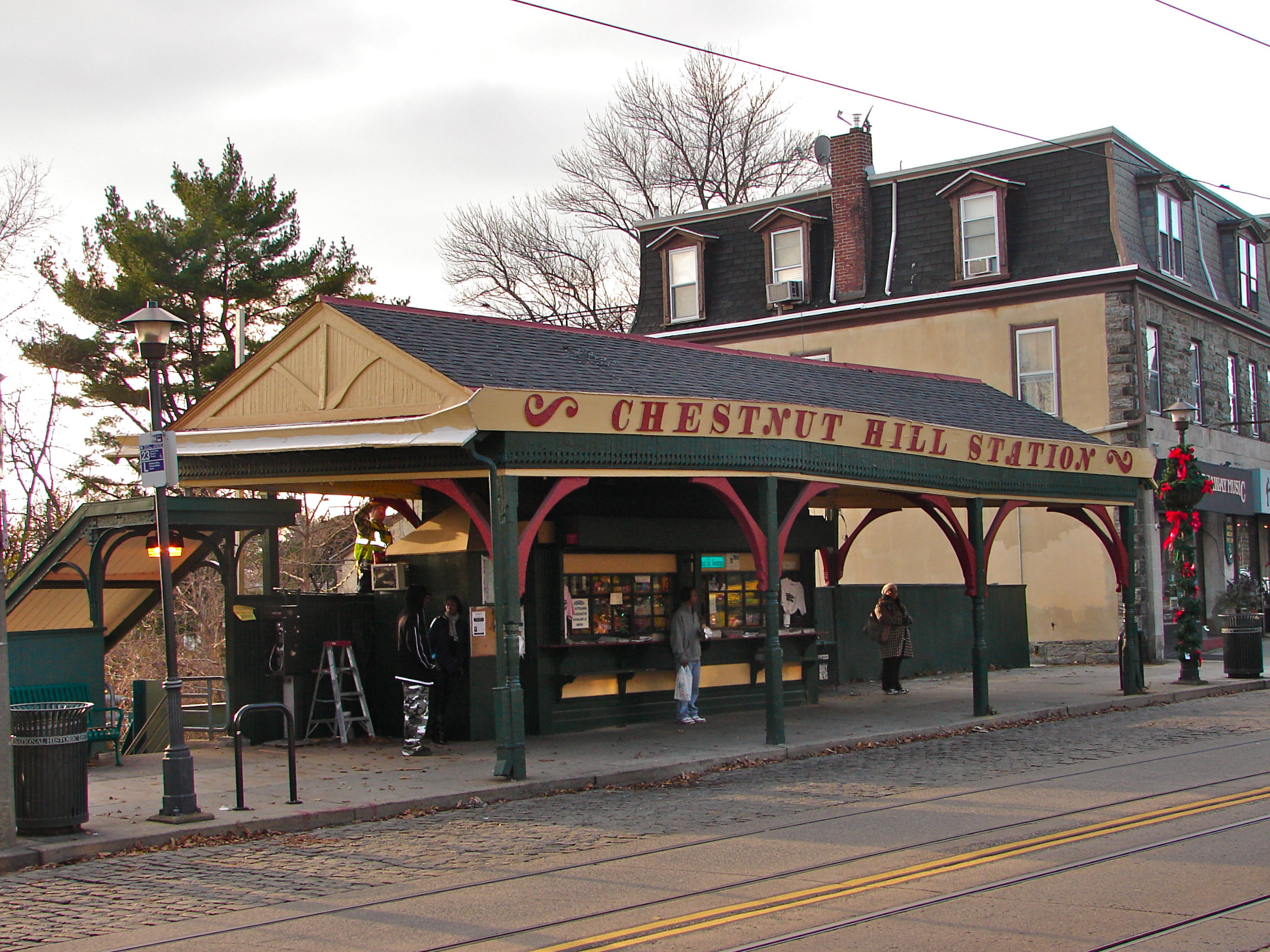
Het station van de SEPTA in Chestnut Hill.

Chestnut Hill is een wijk in de Amerikaanse stad Philadelphia. De wijk is gelegen in het stadsdeel Northwest Philadelphia.

## Geschiedenis
Chestnut Hill maakte oorspronkelijk deel uit van Germantown Township, dat gesticht werd door Francis Daniel Pastorius, een Duitse immigrant uit Sommerhausen. De wijk groeide uit tot een vakantieplaats voor inwoners van Center City vanwege de koelere temperaturen die heersten in Chestnut Hill. In 1854 ging Chestnut Hill, samen met andere dorpen, deel uitmaken van Philadelphia County.

## Bekende inwoners
- Willie Anderson, golfer
- James Bond, ornitholoog
- Philo Farnsworth, uitvinder
- David Morse, acteur
- Hugh Scott, senator
- Denise Scott Brown, architect en stedenbouwkundige
- Marcus Tracy, voetballer
- Alexander Van Rensselaer, tennisspeler
- Robert Venturi, architect